# Yenny
Park Ye-eun (coreano: 박예은; chino: 朴譽恩; japonés: パク・イェウン; Goyang, Gyeonggi, 26 de mayo de 1989), conocida artísticamente como Yeeun (hangul: 예은), Yenny y bajo el seudónimo de Ha:tfelt, es una cantante, bailarina, modelo, presentadora de televisión, DJ de radio, Compositora y productora surcoreana. Fue miembro del grupo musical Wonder Girls ocupando la posición de sublíder y vocalista principal del 2007 al 2017.

## Biografía
Yeeun nació en la provincia de Gyeonggi, el 26 de mayo de 1989. Es una rapera, cantante, bailarina, actriz, mc, vj, compositora y productora surcoreana, bajo la agencia JYP Entertainment fue miembro del grupo Wonder Girls, su posición dentro del grupo era: vocalista principal, bailarina y es considerada por las otras miembros como la sub-líder. Ha compuesto distinto temas para el grupo y en el 2014 hizo su debut como solista bajo el nombre HA:TFELT

### Infancia
Yeeun es la mediana de 3 hijos (una hermana mayor y un hermano menor), se ha revelado que durante sus días de primaria era la número 1 de su clase, y al entrar a la secundaria paso al segundo puesto. 
Si bien nunca se ha dicho si su padre murió o abandono a su familia, se sabe que él no vive con ellas y que incluso Yeeun no lo recuerda, de niña fue educada solo por su madre, quien estaba centrada de que ella fuera una artista.

### Vida personal
En 2014 comenzó a salir con el cantante Jeong Jin-woon, en abril de 2017 se anunció que se habían separado después de salir por tres años.

### Filantropía
Junto con las otros miembros de Wonder Girls, Yeeun a menudo hace que donaciones de caridad a diversas organizaciones benéficas, hospitales y orfanatos en todo Corea.

## Carrera

### Inicios
Se dio cuenta de que quería ser cantante a la edad de 11 años por lo que entró a un grupo de canto dentro de su escuela, tiempo después cuando entró a la preparatoria entró en un grupo de baile y empezó a participar en distintos concursos, tanto de voz como de baile.

### Entrada a JYP y debut con Wonder Girls
Adicionó en 3 ocasiones para JYP Entertainment, pero no fue hasta la 4ta ocasión que fue aceptada, mostrando su perseverancia.
Debutó en el reality show de Wonder Girls; "MTV Wonder Girls" en el sexto episodio (emitido el 19 de enero de 2007), capítulo que muestra su audición y admisión al grupo.
Durante su audición Park Jin Young le pregunto: "¿Por qué si tienes todo para debutar como solista, quieres hacerlo en un grupo?"; a lo que ella le respondió: "Si bien, no desecho la idea de debutar como solista en un futuro, siento que tengo que aprender todavía mucho, y que mejor que en un grupo."
Posteriormente hizo su debut en los escenarios junto con el grupo el día 10 de febrero de 2007 con el tema "Irony" en el programa de MBC Show! Music Core, siendo ella la vocalista principal y bailarina del grupo.
Ha hecho colaboraciones con varios artistas como 8eight, H Eugene y San E. Compuso canciones para Wonder Girls como "For Wonderful", "Saying I Love you", "Smile", para el último álbum, Wonder World, compuso G.N.O... y "Hello To Myself" para el OST del Dorama Dream High 2 entre otras.
En 2006 debutó en la televisión con la serie MTV Wonder Girl's reality de "Wonder Girls" donde se mostraba como las chicas se preparaban para su debut oficial.
En febrero de 2007, hizo su debut junto con el grupo lanzando el primer sencillo The Wonder Begins del cual se desprendía Irony como tema principal.".

### 2013: Debut en musicales y dramas, colaboraciones
Tras el descanso del grupo, todas las integrantes han hecho actividades individuales, siendo Yeeun la más activa. Su primer proyecto sería su debut en los musicales con "Los Tres Mosqueteros" fungiendo el papel de Constance. En dicho musical participarían varios nombres reconocidos tanto en teatro como en la música, entre ellos se encontraban 3 idols más; sus compañeros de empresa Jun.K de 2PM y Changmin de 2AM; así como KyuHyun de Super Junior. La puesta en escena se estrenaría el 20 de febrero y terminaría el 21 de abril, teniendo más presentaciones durante el 2014 y una en Japón.
Musicalmente también estuvo activa haciendo distintas colaboraciones con distintos artistas como Leo Kekoa para los temas "So Good" y "I Can Give" donde también ayudó en la composición de ambos temas, mientras que para el cantante Rhythmking participó junto a Bumkey y Shorry J para "Think About You".
A lo largo del año Yeeun participó en distintos programas de variedades y musicales destacando "Music Picnic" de la cadena "MBC" donde participó a lado de la banda indie "Moni". En dicho programa cantaron temas reconocidos de Wonder Girls como: "Nobody", "Like This", "Girls Girls" y canciones de ella en solitario como "Hello To Myself" y "Smile"; además se estrenó un tema compuesto por ella "You're In Me".
Para septiembre Yeeun fue invitada para cantar en el festival de Rock más importante de corea "Incheon Pentaport Rock Festival 2013" a lado de la banda más influyente del rock coreano "Wild Chrysantthemum", con quienes ya había participado el 1 de agosto de ese mismo año para el programa llamado "Live Jazz Club".
Para octubre Yeeun hizo su debut como actriz en dramas y sería para Basketball con el papel de "Go Bong Soon", el drama se estrenó el 21 de octubre y fue transmitido por la cadena "tvN".

### 2014: Debut en solitario
El 10 de febrero cuando Wonder Girls cumplía 7 años desde su debut, se dio a conocer que SunMi quien debutó como solista en agosto del 2013, tendría su regreso a los escenarios con su primer miniálbum "Full Moon" y que Yeeun había compuesto un tema para ella "If That Was You" el cual tendría 2 versiones: la primera sería solo con la voz de SunMi y la segunda sería una versión acústica con la colaboración de Yeeun, pero esta última solo saldría en el álbum físico.
El 19 de marzo de 2014 Yeeun apareció en el programa "On Real Experience Embrace The World", programa en contra de la casa ilegal de animales, Yeeun viajó a África para grabarlo e hizo distintas actividades como dormir a la intemperie, limpiar la jaula de los leones y asistir a una serpiente teniendo a sus crías, entre otras cosas.
El 23 de julio JYP lanzó un vídeo teaser así como 2 imágenes anunciando el debut en solitario de Yeeun bajo el nombre de HA:TFEL, su sobrenombre como compositora, con un miniálbum. Días antes SunMi, Yubin y ella misma, daban indicios y pistas de este en sus cuentas de Instagram.
El 24 de julio Yeeun ubió una carta en la página de Wonder Girls en la que explicaba que utilizaría su nombre de compositora ya que quería mostrar una imagen diferente, también explicó que las 7 pistas las había compuesto y escrito ella misma con ayuda de Lee Woo Min (productor de JYP).
En la misma carta mencionó que Lim y Beenzino colaborarían en su disco con los temas "Iron Girl" y "Bond" respectivamente, mientras que Yubin había participado como productora, junto con ella del disco y del MV del tema "Ain't Nobody" donde también haría un pequeño cameo.
El 31 de julio fue lanzado su miniálbum de debut con el título "Me?" que cuenta con 7 pistas y como tema promocional "Ain't Nobody". El disco se grabó en New York y fue producido por ella misma junto con Yubin.
También mencionó que al igual que con SunMi, todas las chicas de WG habían ayudado en su debut; SunMi fue quien le presentó al fotógrafo que se encargó de su sesión de fotos y junto con Ahn So Hee le ayudaron a elegir las mejores fotos, Min Sun Ye debido a que se encontraba en Haití no pudo ayudar físicamente, pero dijo que se comunicaba con ella seguido para consultarle algunos temas y que siempre le decía que rezaba por ella, mientras que Lim y Yubin con colaboraciones y producción como ya lo había dicho.
La primera presentación en vivo de Ain't Nobody fue en el programa de música "M! Countdown" de la cadena "Mnet", pero las promociones en televisión solo durarían 2 semas ya que la promociones de su álbum se enfocaría principalmente en radio.
El 7 de octubre se dio a conocer que Yeeun colaboraría con unos de los temas principales del álbum de debut del rapero Gaeko, el tema sería "No Make Up", y contaría con la colaboración también de Zion.T. 
El 16 de octubre se liberó el MV de "No Make UP" y el tema salió a la venta ocupando los primeros lugares de varias listas de Corea.
A partir de septiembre Yeeun se volvió DJ Permanente del programa de radio "KISS THE RADIO" de la cadena "KBS" que se trasmite todos los domingos a las 10:00pm.

### 2015: Colaboración
El 25 de febrero se estrenó el tema "There Must Be" del cantante JuHyo, tema en el cual Yenny colaboraría. La canción habla acerca de la esperanza de las personas; ese mismo día se estrenó el MV.

## Filmografía (televisión)

### Dramas
- 2013: Basketball (tvN)
- 2012: Dream High 2 (KBS, cameo)
- 2008: That Person Is Coming (MBC, Cameo)

### Películas
- 2012: The Wonder Girls como ella misma
- 2010: The Last Godfather como ella misma (Cameo)

### Programas de Variedades
- 2014: SBS Running Man ep. 210 (invitada especial)
- 2014: KBS1 On Real Experience Embrace The World
- 2016: MBC: King of Mask Singer, participó como "What a Diamond Sexy Diva" , ep. 79-80
- 2016: Mnet: I Can See Your Voice, Ep. #1 (temporada 3), miembro del panel de detectives

### Musicales
- 2013-2014: Los tres mosqueteros como Constance

### Videos musicales
- 2014: Gaeko (feat. Zion.T & HA:TFELT) - No Make Up
- 2010: JYP Nation - This Crhistmas
- 2008: Varis Artistas - I Love Asia / Smile Again
- 2008: Varis Artistas - Cry With Us

### Radio

#### Como VJ
- 2014: KBS 2FM Radio KISS THE RADIO 21/09 - 28/12
- 2013-14: Younha's Starry Night (Ocasional)

#### Como invitada
- 2014: Arirang Radio Sound K 28/08
- 2014: KBS 더 가까이... 정지원 입니다 24/14
- 2014: KBS 가요코리아 (Radio Han broadcast Is Korea) 23/08
- 2014: SBS Jung Sun-Hee's A Night Like Today 23/08
- 2014: SBS Power FM Young Street Radio 20/14
- 2014: SBS 19/14
- 2014: Arirang Radio Super K-pop 18/08
- 2014: KBS 2FM Radio KISS THE RADIO 16/08
- 2014: MBC FM4U 14/08
- 2014: MBC Sunny Date FM 12/08
- 2014: SBS Culto Show 07/08
- 2014: Arirang Radio K-Poppin 04/08

### MC
- KSB Music Bank (Con Ahn So Hee y Choi Minho )

### Realitys
- 2015: Mnet Sixteen ep 1
- 2015: Mnet Mnet 4 Things Show: ep 9

### Talk Show
- 2014: Mwave Meet & Greet
- 2013: KBS Happy Together 3 Ep 290
- 2013: SBS Strong Heart: 137-138
- 2013: CTS Wonderful Prayers Of Wonderful Mother And Daughter

### Otros
- 2015: MBC 12TH Korean Music Awards
- 2014: SBS Kpop Star season 4 ep
- 2014: M.net XSinger Game
- 2014: MBC Music Travel Yesterday
- 2013: SBS 1000 Songs Challenge 17/02/13
- 2013: MBC Music Picnic

#### Musicales
- 2014: KBS Open Concert 14/09
- 2014: Arirang K-POP Simply Kpop 08/08, 15/08
- 2014: SBS MTV The Show: All About K-Pop 05/08, 12/08
- 2014: SBS Inkigayo 03/08, 10/08,
- 2014: MBC Music Core 02/08, 09/08
- 2014: KBS Music Bank 01/08, 08/08
- 2014: Mnet M! Countdown 31/07

#### Temas para dramas
- 2012: "Hello To Myself" - Dream High 2

#### Apariciones en portadas
- 2014: Septiembre bnt International
- 2013: Enero Ceci
- 2012: Agosto Singles Magazine
- 2012: Enero Beauty+
- 2011: Septiembre High Cut

## Discografía (música)

### Miniálbum
| Mini Álbum | Información                             | Lista de Canciones |
| ---------- | --------------------------------------- | --- |
|            | Me? Fecha de lanzamiento: 31-Julio-2014 | 1. Iron Girl (Feat. Lim) 2. Truth 3. Ain't Nobody 4. Bond (Feat. Beenzino) 5. Wherever Together 6. Peter Pan 7. 다운 (Nothing Lasts Forever) |

### Conciertos
Con Wonder Girls
- 2014: JYP NATION in BANGKOK - ONE MIC 13/12
- 2014: MILK MUSIC STAION 08/11
- 2014: JYP NATION in Japan - ONE MIC 05/09, 06/09, 07/09
- 2014: JYP NATION in HongKong - ONE MIC 30/08
- 2014: JYP NATION - ONE MIC 10/08, 11/08
- 2013: Rock Festival 2013

### Participación en conciertos
- 2010 Park Jin-young Bad Party – The Dancer (2010)

### Colaboraciones
- 2015: JuHyo - There Must Be
- 2014: Gaeko (feat. Zion.T & HA:TFELT) - No Make Up
- 2014: SunMi) - If That Was You (그게 너라면), (Full Moon]
- 2013: Rhythmking (ft. Bumkey, Yenny & Shorry J) - Think About You
- 2013: Leo Kekoa - I Can Give
- 2013: Leo Kekoa - So Good
- 2010: JYP Nation - This Chrismas
- 2010: San-E - Lets Play
- 2008: H-Eugene - Baby I Love You
- 2008: Various Artist - I love Asia
- 2008: Variuos Artist - Cry With Us
- 2007: 8eight, Min Sun Ye y Pdogg-Sai - Between
- 2007: Kwon Tae Eun & Jay Park - 정 (Jeong)

### Composiciones
2015
- Giriboy - Back And Forth 30min. (Feat. Shin Jisu) - "Sexual Perceptions" (Solo Letra)
- JuHyo - There Must Be

2014:
- Yenny - Iron Girl (Feat. Lim) - "Me?"
- Yenny - Truth - "Me?"
- Yenny - Ain't Nobody - "Me?"
- Yenny - Bond (Feat. Beenzino) - "Me?"
- Yenny - Wherever Together - "Me?"
- Yenny - Peter Pan - "Me?"
- Yenny - 다운 (Nothing Lasts Forever) - "Me?"
- SunMi - If That Was You (그게 너라면) - "Full Moon"

2013:
- Leo Kekoa - So Good
- Leo Kekoa - I can Give
- Monni y Yenny - You're In Me

2012:
- Wonder Girls - Stay Together
- Wonder Girls - R. E. A. L. - "Wonder Party"
- Wonder Girls - Girlfriend - "Wonder Party"
- Yenny - Hello To Myself - (Dream High 2)

2011
- Wonder Girls - G.N.O.(Girls Night Out) - "Wonder World"
- Wonder Girls - Me In - "Wonder World"
- Yenny: Smile

2008:
- Wonder Girls - Saying I Love You - "The Wonder Years: Trilogy"
- Wonder Girls - For Wonderful (Wonder Girls)

## Premios y nominaciones
| Año  | Premio                                                  |
| ---- | ------------------------------------------------------- |
| 2015 | - 12TH Korean Music Awards: Female Musician of the Year |